# Campeonato Sergipano de Futebol de 1982
O Campeonato Sergipano de Futebol de 1982 foi a 59º edição da divisão principal do campeonato estadual de Sergipe. O título foi divido entre o Itabaiana e o Sergipe, que conquistaram, respectivamente, seus 7º e 20º títulos na história da competição. O artilheiro do campeonato foi Valença, jogador do Sergipe, com 26 gols marcados.

## Equipes participantes
| - Associação Desportiva Confiança (Aracaju) - Cotinguiba Esporte Clube (Aracaju) - Estanciano Esporte Clube (Estância) - Associação Olímpica de Itabaiana (Itabaiana) | - Lagarto Esporte Clube (Lagarto) - Olímpico Futebol Clube (Aracaju) - Club Sportivo Sergipe (Aracaju) - Vasco Esporte Clube (Aracaju) |

## Premiação
| Campeonato Sergipano de 1982  |
| Itabaiana                     |
| ----------------------------- |
| Itabaiana Campeão (7º título) |

| Campeonato Sergipano de 1982 |
| Aracaju                      |
| ---------------------------- |
| Sergipe Campeão (20º título) |